# Праник

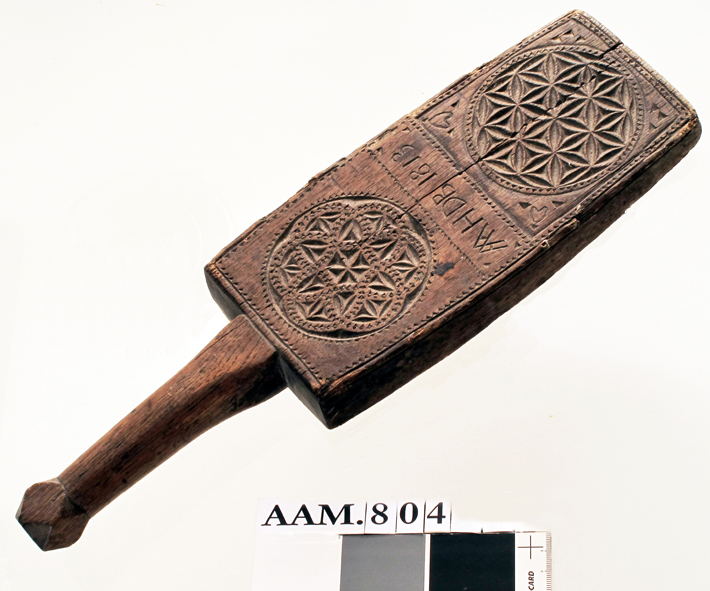
Праник з різьбленою поверхнею. Норвегія

Пра́ник, пральник або прач — дерев'яний валок для вибивання білизни під час прання. Праник має ручку і робочу поверхню, яка зазвичай була ребристою (зубчатою), але могла бути і гладкою. Іноді праники робили у вигляді якої-небудь фігури, оздоблювали примхливою різьбою
.

## Використання
Просочену золою або мильним розчином забруднену білизну клали на нехитку тверду поверхню, а потім вибивали і викочували праником. Прали в старовину часто на берегах річок, на містках («кладках»), при цьому білизну могли попередньо піддавати золінню — випарюванню розчином лужної золи в жлукті. Праник використовувався доти, коли широкого поширення набули електричні пральні машини. Предмет традиційного побуту українців, праник став частиною української традиційної культури.

## У культурі

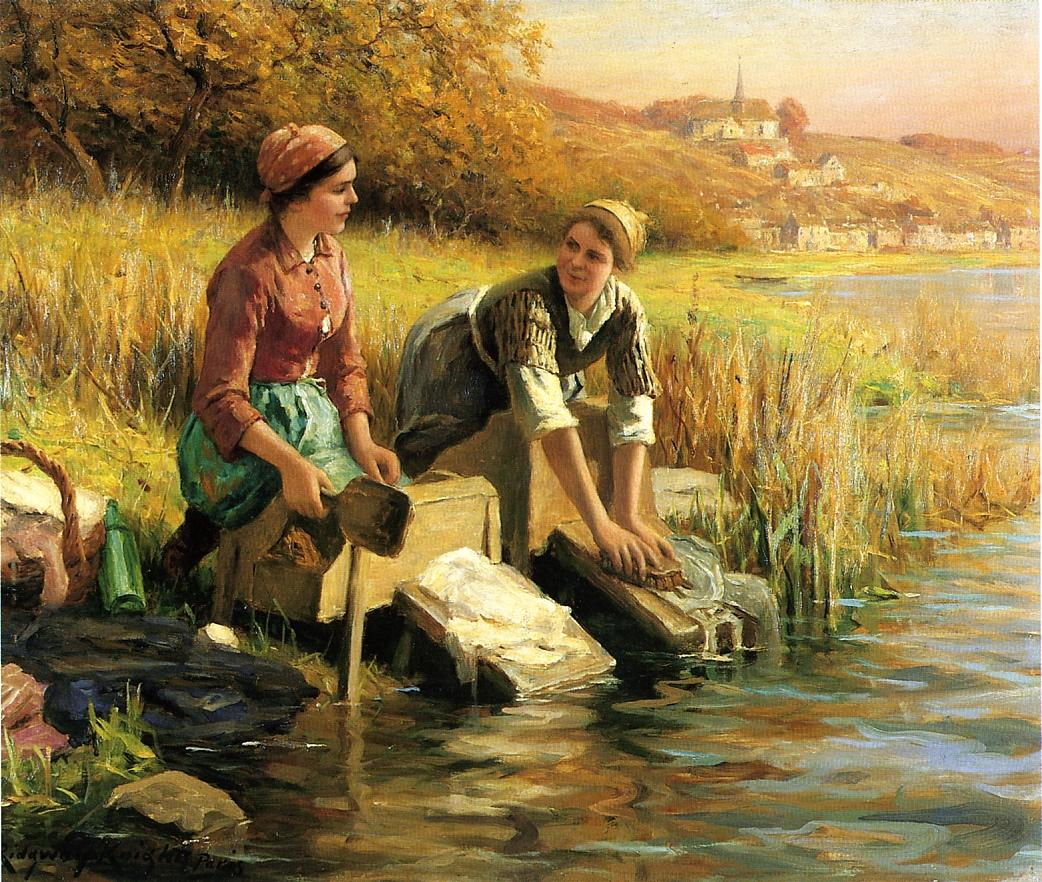
Д. Р. Найт «Пралі». У руці жінки ліворуч видно праник

### Легенди
Існує легенда, що під час облоги Ніцци в 1543 році, коли турки увірвалися на стіни фортеці, молода праля Катаріна Сегурана приголомшила праником ворожого прапороносця, розірвала турецький прапор і вимусила ворогів відступити.

### У літературі
|  | Над рікою тут і там червонілися спідниці прачок, що стояли похилені по коліна в воді і махали праниками.— Іван Франко «Дріада» |

|  | Унизу рине вода через камінне, а над водою сидить нерухомо сивий дід на камені, а там стоять нерухомі дівчата, з прачами, з мокрими полотнищами в руках.— Пантелеймон Куліш «Орися» |

## Праник і рубель
Аналогічний прилад використовували для прасування білизни — він називався «рубель».

## Галерея

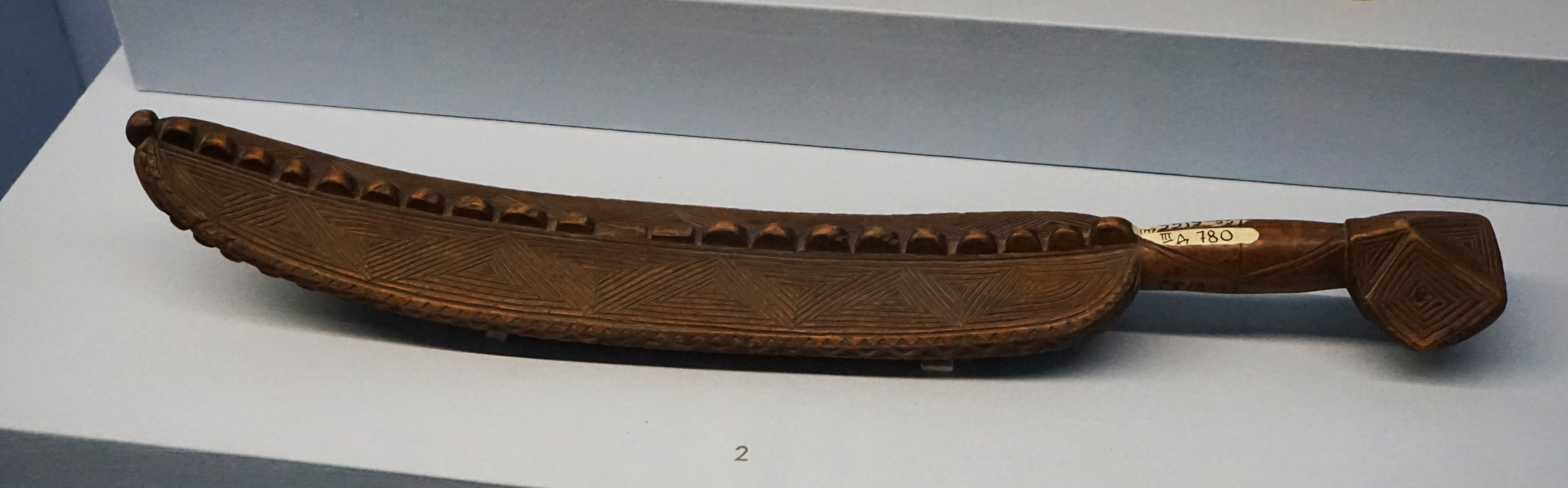
Китайський праник (рубель?)
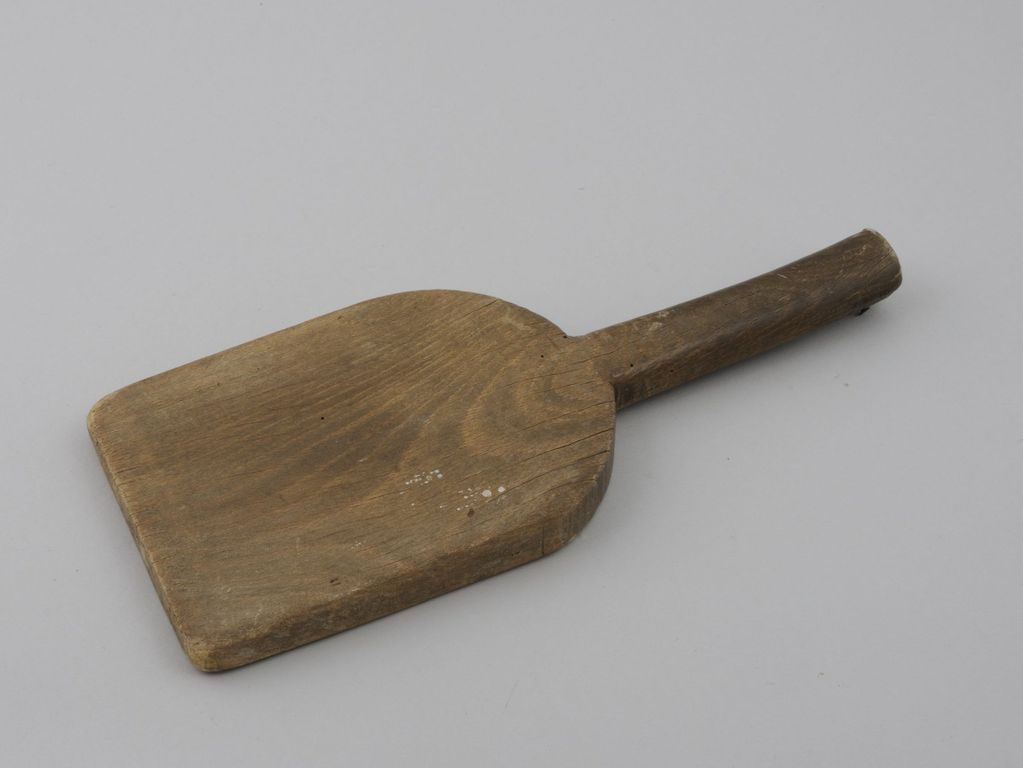
Праник з музеїв департаменту Верхня Сона
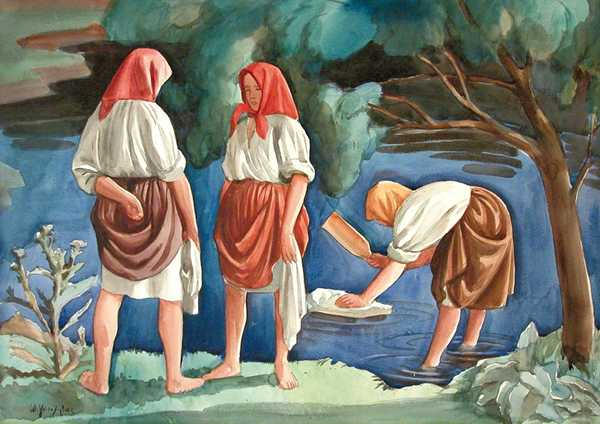
В. Скочиляс «Прачки». Праник у руці жінки праворуч
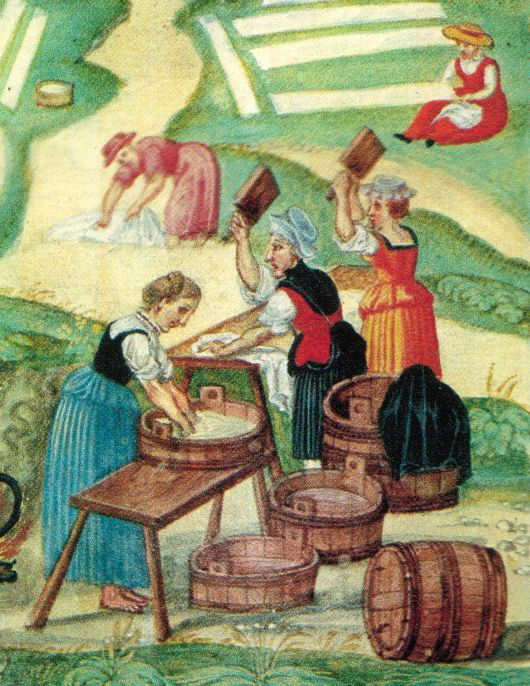
Мініатюра з книги «Splendor solis», 1531 р. Жінки з праниками.
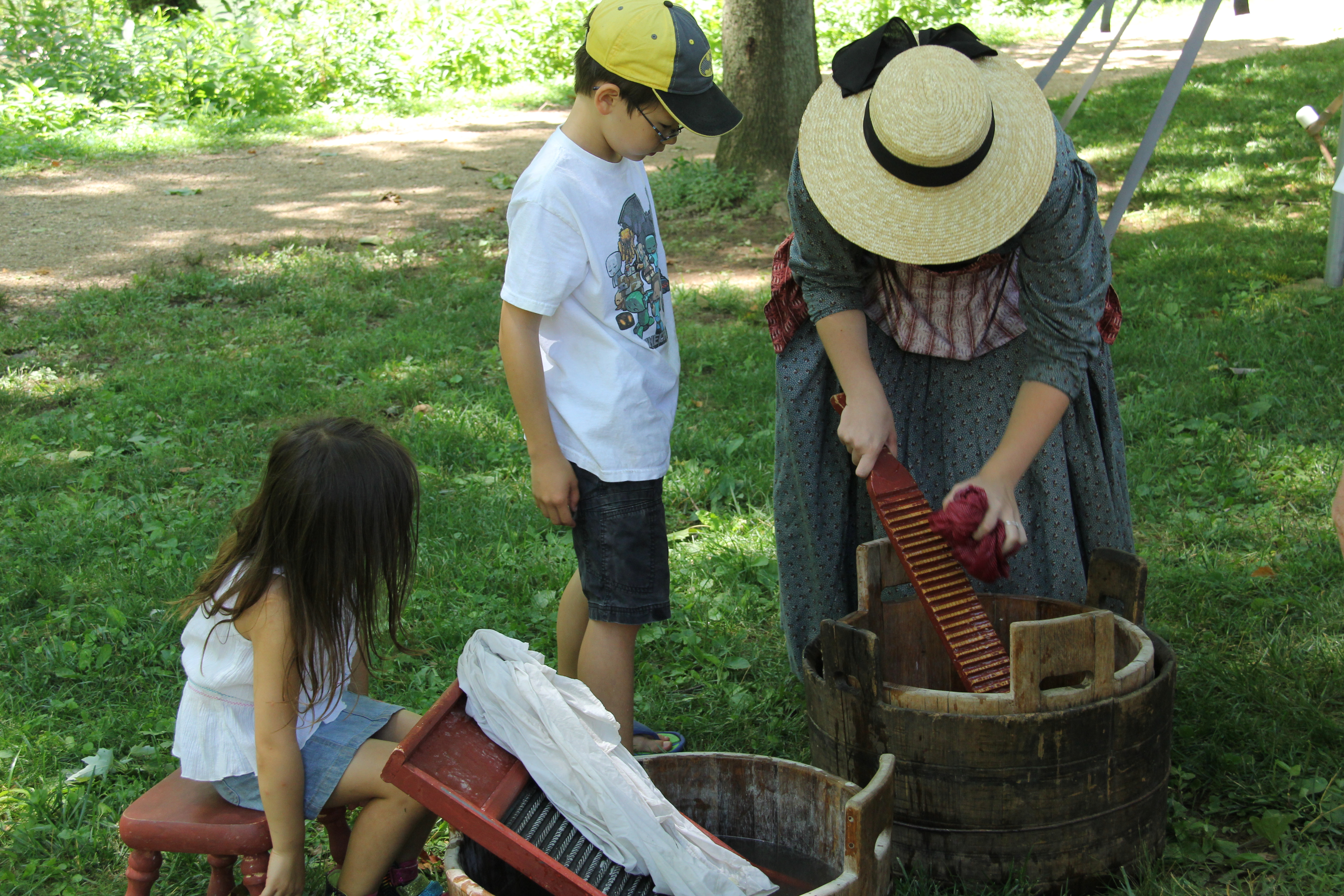
Жінка з праником, який вона використовує як пральну дошку
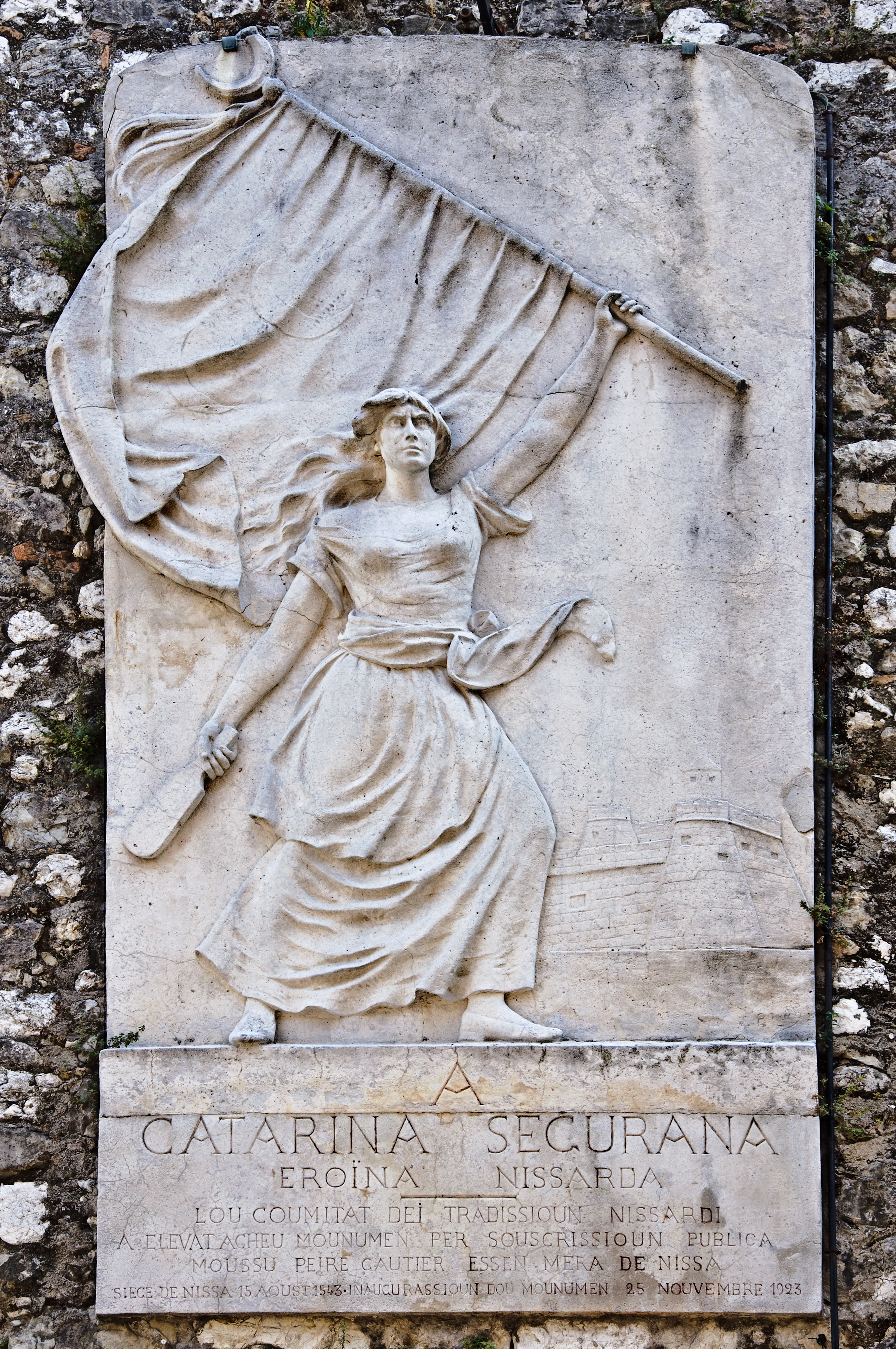
Катаріна Сегурана. Барельєф у Старій Ніцці
Герб Наугайма
Герб Вешенбойрена